# Val d’Aran

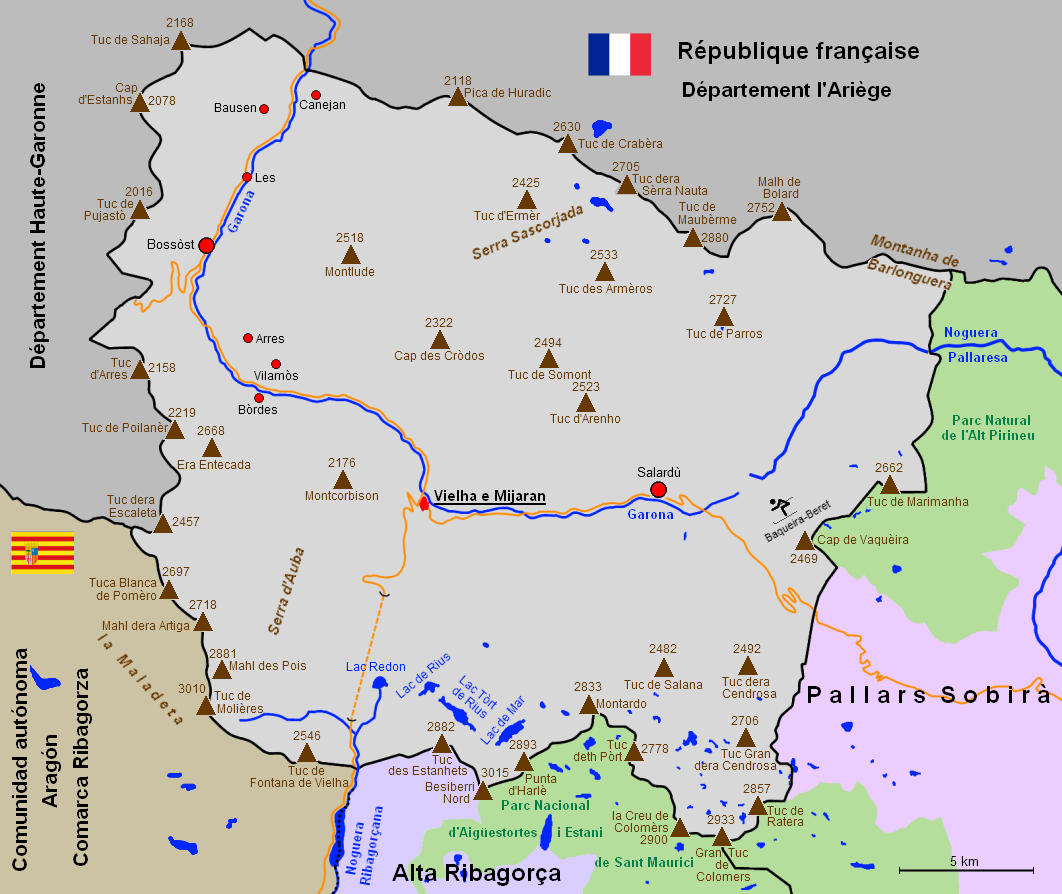
Karte von Val d’Aran

Das Val d’Aran (amtliche aranesische Bezeichnung; katalanisch Vall d’Aran, spanisch Valle de Arán, deutsch Arantal) ist ein Tal im Herzen der spanischen Pyrenäen an der Grenze zu Frankreich. Mit der französischen Gascogne ist das Tal nicht nur geografisch, sondern auch kulturell, sprachlich und wirtschaftlich verbunden. Val d’Aran bildet heute eine Comarca mit Sonderstatus innerhalb der spanischen Autonomen Region Katalonien.

## Geografie
Das Val d’Aran hat eine Fläche von 632,93 km² und 10.268 Einwohner (2022). Hauptort der Comarca ist Vielha e Mijaran (aranesischer Name; katalanisch/spanisch: Viella) mit 5581 Einwohnern (Stand 2022). Die Comarca grenzt im Norden an Frankreich, im Osten an die Comarca Pallars Sobirà, im Süden die Comarca Alta Ribagorça und im Westen an die Comarca Ribagorza (katalanisch Baixa Ribagorça) der aragonesischen Provinz Huesca. Zusammen mit den Comarcas Alta Ribagorça, Alt Urgell, Cerdanya, Pallars Jussà, Pallars Sobirà bildet die Region das Territorium Alt Pirineu i Aran.
Der Gemeindeverband liegt im nördlichsten Zipfel Kataloniens in der Hochgebirgsregion der Pyrenäen mit zahlreichen Gipfeln von über 2000 m. Die höchste Erhebung ist der Besiberri Nord (3014 m), während sich der niedrigste Punkt am Pont del Rei / Pont du Roi (560 m) befindet, dem Übergang der Garona nach Frankreich.
Im Val d’Aran entspringt die Garona (franz. Garonne), die das Tal nach Nordwesten in die französische Gascogne verlässt, außerdem die Flüsse Noguera Ribagorzana und Noguera Pallaresa, die über Segre und Ebro ins Mittelmeer fließen. Damit gehört fast das ganze Val d’Aran zum Einzugsbereich des Atlantischen Ozeans, es liegt zum größten Teil nördlich des Hauptkamms der Pyrenäen.

## Bevölkerung und Sprachen
Die Bewohner nennen sich Aranesen; sie werden von der Organisation für die Europäischen Minderheiten als um Anerkennung suchende ethnische Minderheit eingeordnet. Die Sprachen des Tals sind das einheimische Aranesische (ein Unterdialekt des Gascognischen, das wiederum zum Okzitanischen gehört), das Katalanische und das Spanische. Alle drei Sprachen haben heute den Status einer Amtssprache.
Noch am Abend der „Unabhängigkeitserklärung“ Kataloniens am 27. Oktober 2017 erklärten lokale Institutionen, dass sie im Falle der Unabhängigkeit Kataloniens ein eigenes Referendum abhalten würden zur Zukunft des Val d’Aran.
Bis ins 11. Jahrhundert wurde im Arantal Baskisch gesprochen. Davon zeugen zahlreiche Flurnamen wie beispielsweise „Aran“, das baskische Wort für „Tal“, die wörtliche Bedeutung des Namens ist also 'Tal-Tal'.

## Gemeinden
| Gemeinde           | Einwohner (2024) | Fläche km² | Dichte Einw./km² | Cod INE | Postleitzahl |
| ------------------ | ---------------- | ---------- | ---------------- | ------- | ------------ |
| Arres              | 64               | 11,60      | 6                | 25031   | 25551        |
| Bausen             | 60               | 17,64      | 3                | 25045   | 25549        |
| Es Bòrdes          | 280              | 21,67      | 13               | 25057   | 25551        |
| Bossòst            | 1.141            | 28,11      | 41               | 25059   | 25550        |
| Canejan            | 101              | 48,52      | 2                | 25063   | 25548        |
| Les                | 1.013            | 23,35      | 43               | 25121   | 25540        |
| Naut Aran          | 1.899            | 255,25     | 7                | 25025   | 25598        |
| Vielha e Mijaran   | 5.832            | 211,41     | 28               | 25243   | 25530        |
| Vilamòs            | 175              | 15,38      | 11               | 25247   | 25551        |
| Comarca Val d’Aran | 10.565           | 632,93     | 17               | –       | –            |

## Politik
- UA: 9
- CDA: 4

Das Val d’Aran hat innerhalb Kataloniens aufgrund der kulturellen und sprachlichen Eigenständigkeit eine besondere Verwaltungsstruktur, die in Katalonien und Spanien so einmalig ist. Dies ist durch das Lei d’Aran (Aran-Gesetzt) von 2015 des Parlaments von Katalonien geregelt. Normalerweise setzt sich der Rat einer Comarca entsprechend der Wahlergebnisse der Gemeinderatswahlen in den zugehörigen Gemeinden zusammen, im Val d’Aran wird der Conselh Generau d’Aran (Generalrat von Aran) jedoch direkt gewählt. Das Val d’Aran ist in sechs Wahlkreise entsprechend der traditionellen Gliederung in Terçons eingeteilt, in denen die 13 Abgeordneten durch Verhältniswahl gewählt werden. Diesem Parlament steht der Sindic bzw. die Sindica als Regierungschef des Val d’Aran vor. Derzeitige hat das Amt Maria Vergés Pérez (UA) inne. Darüber hinaus gibt es derzeit acht weitere Regierungsmitglieder mit jeweiligen Zuständigkeitsbereichen und Kompetenzen, die vom Lei d’Aran dem Val d’Aran übertragen wurden. Das Lei d’Aran sichert dem aranesischen Volk zudem das Recht auf Selbstbestimmung und das Aranesische als weitere Amtssprache zu.
Das Val d’Aran hat zudem ein eigenes Parteiensystem, wobei einige Parteien mit katalanischen oder spanischen Schwesterparteien unterschiedlich assoziiert sind. Diese Parteien treten bei den Gemeinderatswahlen und den Wahlen zum Conselh Generau d’Aran an, während bei den Wahlen zum Parlament von Katalonien oder dem spanischen Abgeordnetenhaus die regulären Parteien wählbar sind, die im Wahlkreis der Provinz Lleida antreten. Alle Parteien des aranesischen Parteiensystems sind für die Autonomie des Val d’Aran und Förderung der okzitanischen Sprache des Tals, sind als Aranesen und Nicht-Katalanen jedoch gegen die katalanische Unabhängigkeit; nur die Partei Aran Amassa hält die katalanische Unabhängigkeit als besseren Weg für die Aranesen. Bei Wahlen zum Parlament von Katalonien oder dem spanischen Abgeordnetenhaus erhalten auch die katalanischen Unabhängigkeitsparteien deutlich schlechtere Ergebnisse als in benachbarten ländlichen Regionen Kataloniens, wo sie in der Regel die absolute Mehrheit der Wählerstimmen erhalten. Einzig die aranesischen Gemeinde Bausen ist eine Hochburg von Aran Amassa bzw. der Esquerra Republicana de Catalunya.
| Ergebnis der Wahl zum Conselh Generau d’Aran 2023              | Ergebnis der Wahl zum Conselh Generau d’Aran 2023 | Ergebnis der Wahl zum Conselh Generau d’Aran 2023 | Ergebnis der Wahl zum Conselh Generau d’Aran 2023 | Ergebnis der Wahl zum Conselh Generau d’Aran 2023 | Ergebnis der Wahl zum Conselh Generau d’Aran 2023 | Ergebnis der Wahl zum Conselh Generau d’Aran 2023 | Ergebnis der Wahl zum Conselh Generau d’Aran 2023 | Ergebnis der Wahl zum Conselh Generau d’Aran 2023 |   |
| Wahlkreis                                                      | UA-PSC                                            | UA-PSC                                            | CDA-PNA                                           | CDA-PNA                                           | AA-AM                                             | AA-AM                                             | PRAG                                              | PRAG                                              |   |
| Wahlkreis                                                      | %                                                 | S                                                 | %                                                 | S                                                 | %                                                 | S                                                 | %                                                 | S                                                 |   |
| -------------------------------------------------------------- | ------------------------------------------------- | ------------------------------------------------- | ------------------------------------------------- | ------------------------------------------------- | ------------------------------------------------- | ------------------------------------------------- | ------------------------------------------------- | ------------------------------------------------- | - |
| Wahlkreis                                                      | Arties e Garòs                                    | 27,4                                              | 1                                                 | 38,4                                              | 1                                                 | 8,4                                               | −                                                 | 23,9                                              | − |
| Castièro                                                       | 56,0                                              | 3                                                 | 29,4                                              | 1                                                 | 11,2                                              | −                                                 |                                                   |                                                   |   |
| Lairissa                                                       | 59,6                                              | 1                                                 | 35,3                                              | −                                                 |                                                   |                                                   |                                                   |                                                   |   |
| Marcatosa                                                      | 46,2                                              | 1                                                 | 40,1                                              | −                                                 | 11,4                                              | −                                                 |                                                   |                                                   |   |
| Pujòlo                                                         | 33,2                                              | 1                                                 | 52,4                                              | 1                                                 | 11,5                                              | −                                                 |                                                   |                                                   |   |
| Quate Lòcs                                                     | 52,7                                              | 2                                                 | 30,8                                              | 1                                                 | 13,1                                              | −                                                 |                                                   |                                                   |   |
| Gesamt                                                         | 49,1                                              | 9                                                 | 35,0                                              | 4                                                 | 10,7                                              | −                                                 | 2,0                                               | −                                                 |   |
|                                                                |                                                   |                                                   |                                                   |                                                   |                                                   |                                                   |                                                   |                                                   |   |
| Quelle: Diari Oficial de la Generalitat de Catalunya Nr. 8930A |                                                   |                                                   |                                                   |                                                   |                                                   |                                                   |                                                   |                                                   |   |

## Verkehr
Der Landweg nach Zentralkatalonien führte früher über Gebirgspässe (Port de Vielha, 2.450 m; Port de Bonaigua, 2.070 m, Fahrstraße seit 1924). Im Winter war das Hochtal nur von der französischen Seite erreichbar. Dies änderte sich erst mit dem Bau eines Tunnels (Tunel de Vielha, Eröffnung 1948, ganzjährig befahrbar seit 1965).

## Geschichte

### Antifranquistische Operation 1944
Nach dem verlorenen Bürgerkrieg hatten die Kämpfe um Spanien längst nicht aufgehört. Bis 1959 operierte eine antifranquistische Guerilla, häufig als Maquis bezeichnet. Als größte Aktion dieser Guerilla ist die Invasion im Val d’Aran zu sehen, die im Zuge der Befreiung Frankreichs von der Okkupation durch das nationalsozialistische Deutschland möglich wurde. Insgesamt 4.000 Guerilleros, darunter vorwiegend spanische Kommunisten, fielen von Frankreich aus am 19. Oktober 1944 in das Tal ein, wurden aber durch Francos Truppen vom 28. bis 30. Oktober zum Rückzug gezwungen.
Almudena Grandes hat in ihrem Roman Ines und die Freude (deutsche Veröffentlichung: 2016) die Invasion behandelt und ein literarisches Denkmal gesetzt.

## Wintersport
Das Gebiet um Baqueira-Beret im Val d’Aran ist eines der größten Wintersportgebiete der Pyrenäen und ganz Spaniens.